# قضقاض أرجواني
قضقاض أو أرجواني هيثم أو هويمدان (الاسم العلميBassia muricata)، نوع نبات من فصيلة القطيفية. موطنه شبه الجزيرة العربية(الإمارات العربية المتحدة والسعودية واليمن وسلطنة عمان والبحرين والكويت وقطر)، وإيران وفلسطين وشمال إفريقيا  وقبرص.
هو عشب حولي، رمادي مائل إلى الخضار، ارتفاعه 20-50 سم. مكسو بزغب كثيف. السيقان عديدة، كثيرة التفرع، قائمة أو منحنية.
تنمو في التربة الرملية المالحة المتواجدة في الصحارى والسهول الجرداء التي لا تنمو فيها الأشجار.